# Приз «Известий» 1976
Турнир на приз газеты «Известия» 1976 года — X традиционный международный турнир по хоккею с шайбой. Состоялся 16—21 декабря в Москве. В играх приняли участие пять команд: СССР, Финляндия, Канада, Швеции, Чехословакии. Сборная СССР выиграла все встречи и стала победителем турнира. Второе место впервые на турнире заняла сборная Швеции.

## Матчи турнира
| 16 декабря 1976 16:00 | Канада | 2 : 3 (0:2, 1:0, 1:1) | Чехословакия | Дворец спорта «Лужники», Москва Зрителей: 14 000 |

| Отчёт                                                                 | Отчёт                   | Отчёт | Отчёт                     | Отчёт                                         |
| --------------------------------------------------------------------- | ----------------------- | --- | ------------------------- | --------------------------------------------- |
|                                                                       |                         | |                           |                                               |
|                                                                       | Джо Дейли — 00:00-60:00 | Вратари | 00:00-60:00 — Иржи Кралик | Судьи: Стиг Карлссон Юрий Смирнов А. Шевченко |
|                                                                       | Голы:                   | |                           | Судьи: Стиг Карлссон Юрий Смирнов А. Шевченко |
| Андерс Хедберг (У. Нильссон) — 20:23 Дэйв Данн (В.-П. Кетола) — 48:10 | 0:1 0:2 1:2 1:3 2:3     | 04:32 — Владимир Мартинец (М. Халупа) 15:08 — бол - Винцент Лукач (И. Глинка) 48:47 — Владимир Вейт (В. Лукач) |                           | Судьи: Стиг Карлссон Юрий Смирнов А. Шевченко |
|                                                                       |                         | |                           | Судьи: Стиг Карлссон Юрий Смирнов А. Шевченко |
|                                                                       |                         | |                           | Судьи: Стиг Карлссон Юрий Смирнов А. Шевченко |
|                                                                       |                         | |                           | Судьи: Стиг Карлссон Юрий Смирнов А. Шевченко |
| 10 мин                                                                | Штраф                   | 4 мин |                           | Судьи: Стиг Карлссон Юрий Смирнов А. Шевченко |
|                                                                       |                         | |                           |                                               |
|                                                                       | 21                      | Броски | 36                        |                                               |

| 16 декабря 1976 20:00 | СССР | 4 : 2 (1:0, 3:0, 0:2) | Швеция | Дворец спорта «Лужники», Москва Зрителей: 14 000 |

| Отчёт | Отчёт                             | Отчёт                                                                                    | Отчёт                        | Отчёт                                         |
| --- | --------------------------------- | ---------------------------------------------------------------------------------------- | ---------------------------- | --------------------------------------------- |
| |                                   |                                                                                          |                              |                                               |
| | Владислав Третьяк — 00:00 - 60:00 | Вратари                                                                                  | 00:00 - 60:00 — Харди Острём | Судьи: Андре Лагасс Игорь Прусов Г. Никаноров |
| | Голы:                             |                                                                                          |                              | Судьи: Андре Лагасс Игорь Прусов Г. Никаноров |
| Валерий Харламов (В. Петров, Б. Михайлов) - бол — 05:57 Валерий Харламов (В. Петров) — 20:54 Валерий Харламов (В. Петров) — 27:37 Борис Михайлов (В. Харламов) — 29:56 | 1:0 2:0 3:0 4:0 4:1 4:2           | 43:21 — Кент Нильссон (К.-Э. Андерссон, А. Каллур) 56:16 — Матс Ольберг (Л.-Э. Эрикссон) |                              | Судьи: Андре Лагасс Игорь Прусов Г. Никаноров |
| |                                   |                                                                                          |                              | Судьи: Андре Лагасс Игорь Прусов Г. Никаноров |
| |                                   |                                                                                          |                              | Судьи: Андре Лагасс Игорь Прусов Г. Никаноров |
| |                                   |                                                                                          |                              | Судьи: Андре Лагасс Игорь Прусов Г. Никаноров |
| 8 мин | Штраф                             | 26 мин                                                                                   |                              | Судьи: Андре Лагасс Игорь Прусов Г. Никаноров |
| |                                   |                                                                                          |                              |                                               |
| |                                   |                                                                                          |                              |                                               |

| 17 декабря 1976 16:00 | Швеция | 4 : 4 (1:1, 3:1, 0:2) | Канада | Дворец спорта «Лужники», Москва Зрителей: 14 000 |

| Отчёт | Отчёт                           | Отчёт | Отчёт                   | Отчёт                                             |
| --- | ------------------------------- | --- | ----------------------- | ------------------------------------------------- |
| |                                 | |                         |                                                   |
| | Йёран Хёгюста— 00:00-60:00      | Вратари | 00:00-60:00 — Джо Дейли | Судьи: Раймо Сеппонен Николай Морозов А. Шевченко |
| | Голы:                           | |                         | Судьи: Раймо Сеппонен Николай Морозов А. Шевченко |
| Рольф Эдберг (Б. Лундхольм) — 13:44 Пер-Улоф Брасар — 25:48 Ларс-Гуннар Лундберг (С. Кандерюд) — 27:38 Уве Карлссон (К.-Э. Андерссон , А. Каллур) — 28:03 | 0:1 1:1 2:1 3:1 4:1 4:2 4:3 4:4 | 05:06 — Тед Грин (А. Хедберг) 28:51 — Дан Лабраатен 48:33 — Андерс Хедберг (У. Нильссон, Б. Халл) 49:42 — Андерс Хедберг (Б. Халл) |                         | Судьи: Раймо Сеппонен Николай Морозов А. Шевченко |
| |                                 | |                         | Судьи: Раймо Сеппонен Николай Морозов А. Шевченко |
| |                                 | |                         | Судьи: Раймо Сеппонен Николай Морозов А. Шевченко |
| |                                 | |                         | Судьи: Раймо Сеппонен Николай Морозов А. Шевченко |
| 6 мин | Штраф                           | 10 мин |                         | Судьи: Раймо Сеппонен Николай Морозов А. Шевченко |
| |                                 | |                         |                                                   |
| | 30                              | Броски | 25                      |                                                   |

| 17 декабря 1976 20:00 | СССР | 9 : 3 (1:1, 5:1, 3:1) | Финляндия | Дворец спорта «Лужники», Москва Зрителей: 14 000 |

| Отчёт  | Отчёт                                           | Отчёт   | Отчёт                           | Отчёт                                           |
| ------ | ----------------------------------------------- | ------- | ------------------------------- | ----------------------------------------------- |
|        |                                                 |         |                                 |                                                 |
|        | Александр Сидельников — 00:00 - 60:00           | Вратари | 00:00 - 60:00 — Маркус Мэттссон | Судьи: Владимир Шубрт Игорь Прусов Г. Никаноров |
|        | Голы:                                           |         |                                 | Судьи: Владимир Шубрт Игорь Прусов Г. Никаноров |
|        | 1:0 1:1 2:1 3:1 3:2 4:2 5:2 6:2 6:3 7:3 8:3 9:3 |         |                                 | Судьи: Владимир Шубрт Игорь Прусов Г. Никаноров |
|        |                                                 |         |                                 | Судьи: Владимир Шубрт Игорь Прусов Г. Никаноров |
|        |                                                 |         |                                 | Судьи: Владимир Шубрт Игорь Прусов Г. Никаноров |
|        |                                                 |         |                                 | Судьи: Владимир Шубрт Игорь Прусов Г. Никаноров |
| 12 мин | Штраф                                           | 10 мин  |                                 | Судьи: Владимир Шубрт Игорь Прусов Г. Никаноров |
|        |                                                 |         |                                 |                                                 |
|        | 44                                              | Броски  | 24                              |                                                 |

| 18 декабря 1976 14:00 | Чехословакия | 6 : 1 (2:0, 1:0, 3:1) | Финляндия | Дворец спорта «Лужники», Москва Зрителей: 10 000 |

| Отчёт | Отчёт                       | Отчёт                                    | Отчёт           | Отчёт                                                  |
| --- | --------------------------- | ---------------------------------------- | --------------- | ------------------------------------------------------ |
| |                             |                                          |                 |                                                        |
| | Иржи Црха                   | Вратари                                  | Маркус Мэттссон | Судьи: Виктор Домбровский Игорь Прусов Николай Морозов |
| | Голы:                       |                                          |                 | Судьи: Виктор Домбровский Игорь Прусов Николай Морозов |
| Иван Глинка (И. Бубла) — бол 03:29 Павел Рихтер (В. Мартинец) — 12:13 Либор Гавличек (В. Лукач) — 21:58 Владимир Мартинец (П. Рихтер) — 46:48 Йозеф Аугуста (Р. Тайцнар) — 51:27 Владимир Мартинец — 56:30 | 1:0 2:0 3:0 4:0 4:1 5:1 6:1 | 47:57 бол — Мартти Яркко (П. Койвулахти) |                 | Судьи: Виктор Домбровский Игорь Прусов Николай Морозов |
| |                             |                                          |                 | Судьи: Виктор Домбровский Игорь Прусов Николай Морозов |
| |                             |                                          |                 | Судьи: Виктор Домбровский Игорь Прусов Николай Морозов |
| |                             |                                          |                 | Судьи: Виктор Домбровский Игорь Прусов Николай Морозов |
| 8 мин | Штраф                       | 8 мин                                    |                 | Судьи: Виктор Домбровский Игорь Прусов Николай Морозов |
| |                             |                                          |                 |                                                        |
| |                             |                                          |                 |                                                        |

| 19 декабря 1976 18:00 | Чехословакия | 1 : 2 (0:0, 0:0, 1:2) | Швеция | Дворец спорта «Лужники», Москва Зрителей: 12 000 |

| Отчёт                                        | Отчёт       | Отчёт                                                    | Отчёт        | Отчёт                                         |
| -------------------------------------------- | ----------- | -------------------------------------------------------- | ------------ | --------------------------------------------- |
|                                              |             |                                                          |              |                                               |
|                                              | Иржи Црха   | Вратари                                                  | Харди Острём | Судьи: Андре Лагасс Игорь Прусов Г. Никаноров |
|                                              | Голы:       |                                                          |              | Судьи: Андре Лагасс Игорь Прусов Г. Никаноров |
| Либор Гавличек (О. Махач, М. Халупа) — 45:07 | 1:0 1:1 1:2 | 50:29 — Кент-Эрик Андерссон 58:41 — Ларс-Гуннар Лундберг |              | Судьи: Андре Лагасс Игорь Прусов Г. Никаноров |
|                                              |             |                                                          |              | Судьи: Андре Лагасс Игорь Прусов Г. Никаноров |
|                                              |             |                                                          |              | Судьи: Андре Лагасс Игорь Прусов Г. Никаноров |
|                                              |             |                                                          |              | Судьи: Андре Лагасс Игорь Прусов Г. Никаноров |
| 10 мин                                       | Штраф       | 12 мин                                                   |              | Судьи: Андре Лагасс Игорь Прусов Г. Никаноров |
|                                              |             |                                                          |              |                                               |
|                                              |             |                                                          |              |                                               |

| 19 декабря 1976 14:00 | Канада | 4 : 6 (1:1, 0:3, 3:2) | СССР | Дворец спорта «Лужники», Москва Зрителей: 14 000 |

| Отчёт | Отчёт                                   | Отчёт | Отчёт                           | Отчёт                                         |
| --- | --------------------------------------- | --- | ------------------------------- | --------------------------------------------- |
| |                                         | |                                 |                                               |
| | Джо Дейли — 00:00-60:00                 | Вратари | 00:00-60:00 — Владислав Третьяк | Судьи: Стиг Карлссон Юрий Смирнов А. Шевченко |
| | Голы:                                   | |                                 | Судьи: Стиг Карлссон Юрий Смирнов А. Шевченко |
| Питер Салливан (Д. Лабраатен) — 17:43 Бобби Халл (У. Нильссон , А. Хедберг) — 43:59 Бобби Халл (П. Миллер) — 44:35 Вилли Линдстрём бол — 59:55 | 0:1 1:1 1:2 1:3 1:4 1:5 2:5 3:5 3:6 4:6 | 08:56 — Виктор Жлуктов (Б. Михайлов) 21:19 — Виктор Жлуктов (Б. Александров) 22:49 — Борис Михайлов (Г. Цыганков) 25:26 — Хельмут Балдерис (А. Мальцев) 42:44 — Борис Александров (В. Жлуктов) 49:05 — Хельмут Балдерис (В. Жлуктов) |                                 | Судьи: Стиг Карлссон Юрий Смирнов А. Шевченко |
| |                                         | |                                 | Судьи: Стиг Карлссон Юрий Смирнов А. Шевченко |
| |                                         | |                                 | Судьи: Стиг Карлссон Юрий Смирнов А. Шевченко |
| |                                         | |                                 | Судьи: Стиг Карлссон Юрий Смирнов А. Шевченко |
| 8 мин | Штраф                                   | 4 мин |                                 | Судьи: Стиг Карлссон Юрий Смирнов А. Шевченко |
| |                                         | |                                 |                                               |
| | 17                                      | Броски | 38                              |                                               |

| 20 декабря 1976 20:00 | Швеция | 9 : 0 (2:0, 3:0, 4:0) | Финляндия | Дворец спорта «Лужники», Москва Зрителей: 8600 |

| Отчёт | Отчёт                               | Отчёт   | Отчёт                      | Отчёт                                        |
| --- | ----------------------------------- | ------- | -------------------------- | -------------------------------------------- |
| |                                     |         |                            |                                              |
| | Йёран Хёгюста — 00:00-60:00         | Вратари | 00:00-60:00 — Лео Сеппянен | Судьи: Владимир Шубрт Юрий Смирнов А. Егоров |
| | Голы:                               |         |                            | Судьи: Владимир Шубрт Юрий Смирнов А. Егоров |
| Матс Ольберг (Л.-Г. Лундберг) — 01:00 Ульф Вейнсток (П.-У. Брасар) — 11:40 Кент-Эрик Андерссон (А. Каллур) — 35:46 Стефан Кандерюд (Л.-Г. Лундберг) — 36:58 Пер-Улоф Брасар (М. Ольберг) — 39:01 Кент Нильссон (П.-У. Брасар) — 44:42 Стефан Перссон (К.-Э. Андерссон) — 48:39 Стефан Кандерюд (Я.-Э. Сильверберг) — 51:34 Бенгт Лундхольм (Н.-У. Ульссон) бол — 56:24 | 1:0 2:0 3:0 4:0 5:0 6:0 7:0 8:0 9:0 |         |                            | Судьи: Владимир Шубрт Юрий Смирнов А. Егоров |
| |                                     |         |                            | Судьи: Владимир Шубрт Юрий Смирнов А. Егоров |
| |                                     |         |                            | Судьи: Владимир Шубрт Юрий Смирнов А. Егоров |
| |                                     |         |                            | Судьи: Владимир Шубрт Юрий Смирнов А. Егоров |
| 13 мин | Штраф                               | 6 мин   |                            | Судьи: Владимир Шубрт Юрий Смирнов А. Егоров |
| |                                     |         |                            |                                              |
| |                                     |         |                            |                                              |

| 21 декабря 1976 | Канада | 2 : 1 (0:0, 2:0, 0:1) | Финляндия | Дворец спорта «Лужники», Москва Зрителей: 14 000 |

| Отчёт                                                                  | Отчёт                     | Отчёт                                                | Отчёт                           | Отчёт                                                  |
| ---------------------------------------------------------------------- | ------------------------- | ---------------------------------------------------- | ------------------------------- | ------------------------------------------------------ |
|                                                                        |                           |                                                      |                                 |                                                        |
|                                                                        | Джо Дейли — 00:00 - 60:00 | Вратари                                              | 00:00 - 60:00 — Маркус Маттссон | Судьи: Виктор Домбровский Стиг Карлссон Владимир Шубрт |
|                                                                        | Голы:                     |                                                      |                                 | Судьи: Виктор Домбровский Стиг Карлссон Владимир Шубрт |
| Дан Лабраатен (П. Миллер) — 32:26 Вилли Линдстрём (Т. Бергман) — 34:19 | 1:0 2:0 2:1               | 48:07 — бол Йоуни Пелтонен (К. Макконен, Х. Капанен) |                                 | Судьи: Виктор Домбровский Стиг Карлссон Владимир Шубрт |
|                                                                        |                           |                                                      |                                 | Судьи: Виктор Домбровский Стиг Карлссон Владимир Шубрт |
|                                                                        |                           |                                                      |                                 | Судьи: Виктор Домбровский Стиг Карлссон Владимир Шубрт |
|                                                                        |                           |                                                      |                                 | Судьи: Виктор Домбровский Стиг Карлссон Владимир Шубрт |
| 8 мин                                                                  | Штраф                     | 2 мин                                                |                                 | Судьи: Виктор Домбровский Стиг Карлссон Владимир Шубрт |
|                                                                        |                           |                                                      |                                 |                                                        |
|                                                                        | 20                        | Броски                                               | 24                              |                                                        |

| 21 декабря 1976 20:00 | СССР | 3 : 2 (1:1, 0:1, 2:0) | Чехословакия | Дворец спорта «Лужники», Москва Зрителей: 14 000 |

| Отчёт                                                                                              | Отчёт                           | Отчёт                                                                 | Отчёт                   | Отчёт                                          |
| -------------------------------------------------------------------------------------------------- | ------------------------------- | --------------------------------------------------------------------- | ----------------------- | ---------------------------------------------- |
| |                                 |                                                                       |                         |                                                |
| | Владислав Третьяк — 00:00-60:00 | Вратари                                                               | 00:00-60:00 — Иржи Црха | Судьи: Раймо Сеппонен Юрий Смирнов А. Шевченко |
| | Голы:                           |                                                                       |                         | Судьи: Раймо Сеппонен Юрий Смирнов А. Шевченко |
| Виктор Жлуктов — 08:49 Хелмут Балдерис (Г. Цыганков) — 46:41 Владимир Петров (В. Харламов) — 55:43 | 1:0 1:1 1:2 2:2 3:2             | 18:12 — Иржи Новак (В. Мартинец) 30:49 — Богуслав Эберман (И. Глинка) |                         | Судьи: Раймо Сеппонен Юрий Смирнов А. Шевченко |
| |                                 |                                                                       |                         | Судьи: Раймо Сеппонен Юрий Смирнов А. Шевченко |
| |                                 |                                                                       |                         | Судьи: Раймо Сеппонен Юрий Смирнов А. Шевченко |
| |                                 |                                                                       |                         | Судьи: Раймо Сеппонен Юрий Смирнов А. Шевченко |
| 16 мин                                                                                             | Штраф                           | 20 мин                                                                |                         | Судьи: Раймо Сеппонен Юрий Смирнов А. Шевченко |
| |                                 |                                                                       |                         |                                                |
| |                                 |                                                                       |                         |                                                |

## Итоговая таблица
| Место | Сборная                | И | В | Н | П | Шайбы | О |
| ----- | ---------------------- | - | - | - | - | ----- | - |
| 1     | СССР                   | 4 | 4 | 0 | 0 | 22—11 | 8 |
| 2     | Швеция                 | 4 | 2 | 1 | 1 | 17—9  | 5 |
| 3     | Чехословакия           | 4 | 2 | 0 | 2 | 12—8  | 4 |
| 4     | Канада (Winnipeg Jets) | 4 | 1 | 1 | 2 | 12—14 | 3 |
| 5     | Финляндия              | 4 | 0 | 0 | 4 | 05—26 | 0 |

## Победитель
| Победитель Приза Известий 1976 |
| СССР Восьмой титул             |

## Лучшие игроки
| Вратарь    | Джо Дейли      |
| Защитник   | Олджрих Махач  |
| Нападающий | Борис Михайлов |
| Бомбардир  | Виктор Жлуктов |